# کلیساهای مولداوی
شمال منطقه مولداویا در رومانی ساختمان های مذهبی متعددی را به عنوان گواهی بر سبک معماری مولداویایی که از قرن ۱۴ در قلمرو مولدووا شکل گرفت، حفظ می کند.

از این تعداد، هشت کلیسای ارتدکس رومانی واقع در شهرستان سوچاوا که از اواخر قرن پانزدهم تا اواخر قرن شانزدهم ساخته شده اند، از سال ۱۹۹۳ در فهرست میراث جهانی یونسکو به ثبت رسیده اند. کلیسای رستاخیز در صومعه سوچیتا در سال ۲۰۱۰ به این مکان اضافه شد. کلیساها دیواره ای خارجی خود را با نقاشی های اصیل و منحصر به فرد فرسکو پوشانده اند که چرخه های کاملی از موضوعات مذهبی را نشان می دهند.